# Episodi di Space Ghost Coast to Coast (quarta stagione)
La quarta stagione della serie animata Space Ghost Coast to Coast, composta da 24 episodi, è stata trasmessa negli Stati Uniti, da Cartoon Network, dal 18 luglio al 1º gennaio 1998.
In Italia la stagione è inedita.
| n° | Titolo originale               | Prima TV USA      |
| -- | ------------------------------ | ----------------- |
| 1  | Rehearsal                      | 18 luglio 1997    |
| 2  | Gallagher                      | 26 luglio 1997    |
| 3  | Edelweiss                      | 1º agosto 1997    |
| 4  | Anniversary                    | 8 agosto 1997     |
| 5  | Zoltran                        | 15 agosto 1997    |
| 6  | Pilot                          | 22 agosto 1997    |
| 7  | Speck                          | 29 agosto 1997    |
| 8  | Zorak                          | 5 settembre 1997  |
| 9  | Switcheroo '97                 | 12 settembre 1997 |
| 10 | Mayonnaise                     | 19 settembre 1997 |
| 11 | Brilliant Number One           | 26 settembre 1997 |
| 12 | Boo Boo Kitty                  | 3 ottobre 1997    |
| 13 | Needledrop                     | 10 ottobre 1997   |
| 14 | Sphinx                         | 17 ottobre 1997   |
| 15 | Pavement                       | 24 ottobre 1997   |
| 16 | Untitled                       | 31 ottobre 1997   |
| 17 | Hipster                        | 7 novembre 1997   |
| 18 | Piledriver                     | 14 novembre 1997  |
| 19 | Suckup                         | 21 novembre 1997  |
| 20 | Dam                            | 5 dicembre 1997   |
| 21 | Boatshow                       | 12 dicembre 1997  |
| 22 | Telethon                       | 19 dicembre 1997  |
| 23 | Dimethyl Pyrimidinol Bisulfite | 26 dicembre 1997  |
| 24 | Joshua                         | 1º gennaio 1998   |

## Rehearsal
- Titolo originale: Rehearsal
- Scritto da: Chip Duffey

### Trama
Gli spettatori vengono portati indietro nel tempo ad una prova dietro le quinte, due giorni prima della première ufficiale di Space Ghost Coast to Coast nell'aprile 1994.
- Guest star: Fred Schneider.

## Gallagher
- Titolo originale: Gallagher
- Scritto da: Mark Banker, Rich Dahm, Chip Duffey, Ben Karlin, Sean LaFleur, Andy Merrill, Pete Smith e Dave Willis

### Trama
Space Ghost introduce Space Time Quiz Fun 9000 e i suoi concorrenti David Cross e Bob Odenkirk. Quella che segue è una conversazione a fuoco rapido tra il supereroe e i due comici.
- Guest star: Bob Odenkirk, David Cross.

## Edelweiss
- Titolo originale: Edelweiss
- Scritto da: Dave Willis

### Trama
Zorak viene apparentemente ucciso non riuscendo più a rigenerarsi, lasciando Space Ghost senza un bandleader. Moltar è incaricato di sostituire il suo caro amico scomparso, cantando interpretazioni di canzoni popolari tedesche che portano il cantante Beck, un ospite solitario dello show, ad addormentarsi. Zorak, che non è realmente morto, decide di tornare sul set per spaventare e tormentare Space Ghost e gli altri.
- Guest star: Beck.

## Anniversary
- Titolo originale: Anniversary
- Scritto da: Evan Dorkin e Sarah Dyer

### Trama
Space Ghost segna una "tacca speciale nella cintura della saga di Space Ghost" con gli ospiti di ritorno Bobcat Goldthwait e Judy Tenuta. Lo show include anche apparizioni speciali dei malvaggi Tansut e Chad Ghostal, coi finti ruoli di annunciatori, nonché un montaggio retrospettivo sulla carriera compilato da Moltar.
- Guest star: Judy Tenuta, Bobcat Goldthwait.

## Joshua
- Titolo originale: Joshua
- Scritto da: Chip Duffey, Andy Merrill, Pete Smith e Dave Willis

### Trama
Una pubblicità di marketing informa gli spettatori su come sfruttare i poteri di Space Ghost e vengono mostrati falsi retroscena della realizzazione di un episodio di Space Ghost Coast to Coast, oltre a filmati di futuri episodi. Dopo la pubblicità inizia l'episodio, che consiste semplicemente nel mostrare i vincitori del concorso "Haiku'n for Space Ghost", con e Sean Medlock che leggono le loro entrate.
- Guest star: Tony Bennett, Tom Arnold, Afro-Plane, Kathy Kinney, Ginny, il cane che salva i gatti, Paul Gilmartin, Annabelle Gurwitch, John Flansburgh, William Bacon, Ryah Rosenberg, Sean Medlock.
- Note: l'episodio è considerato talvolta come facente parte della quinta stagione a causa dell'anno di pubblicazione.